# 욘 구이데티
욘 알베르토 구이데티(스웨덴어: John Alberto Guidetti, 1992년 4월 15일 ~ )는 AIK에서 스트라이커로 뛰고 있는 스웨덴의 축구 선수이다.